# Вересень 2012
Ве́ресень 2012 — дев'ятий місяць 2012 року, що розпочався в суботу 1 вересня та закінчився в неділю 30 вересня.

## Події
- 26 вересня
  - Убивство в ТРЦ «Караван» — резонансний злочин, скоєний 26 вересня 2012 року в київському торговому центрі «Караван».
- 23 вересня
  - У Білорусі відбулися парламентські вибори, за попередніми результатами яких жодна опозиційна партія не отримала представництва у Парламенті[1].
- 22 вересня
  - Сенат США ухвалив резолюцію щодо Юлії Тимошенко із закликом до Президента України Віктора Януковича звільнити її та зверненням до Державного департаменту США щодо заборони на в'їзд колу осіб, причетних до ув'язнення Юлії Тимошенко та інших лідерів Помаранчевої революції[2].
- 21 вересня
  - У Туреччині за участь у підготовці державного перевороту 2003 року 322 офіцери отримали тюремні терміни, серед них троє генералів засуджені до 20 років позбавлення волі[3].
- 12 вересня
  - Американське посольство у Лівії було обстріляне ісламістами, у результаті чого загинули чотири громадяни США, зокрема і посол Крістофер Стівенс.[4]

- 9 вересня
  - Віталій Кличко захистив титул чемпіона світу у важкій ваговій категорії за версією WBC у бої з Мануелем Чарром.[5]
  - Україна посіла четверте місце на Паралімпійських іграх у Лондоні.[6]
- 8 вересня
  - Загинув радянський актор Олександр Белявський.[7]
- 7 вересня
  - Канада припинила дипломатичні стосунки з Іраном, звинувативши його у підтримці сирійської влади та спонсоруванні тероризму.[8]

- - У Миколаївській області російська мова набула статусу регіональної.[9]
- 6 вересня
  - В проекті Енциклопедія елементів ДНК знайдено, що 80 % геному людини кодує 4 мільйона перемикачів, які регулюють 21 тисячу генів, займаючих лише 1,5 % геному, і тим самим спростовано концепцію «сміттєвої ДНК».[10][11][12]

- 2 вересня
  - Новим президентом ФФУ став Анатолій Коньков. На цій посаді він замінив Григорія Суркіса.[13]